# Bodola Gyula
Bodola Gyula, beceneve Dudus (Brassó, 1912. február 12. – Budapest, 1992. szeptember 9.) román és magyar válogatott labdarúgó, edző. Belsőcsatár és balösszekötő poszton szerepelt. 2008 november óta az ő nevét viseli a nagyváradi városi stadion. Fia Bodola György grafikus, karikaturista.

## Pályafutása

### Klubcsapatban
1926-ban szülővárosában lett először igazolt labdarúgó. 1930-ban a Nagyváradi AC szerződtette a tehetséges játékost. Hét idény után Jánossy Béla, edző hívta a bukaresti Venus csapatához, ahol kétszer bajnokok lettek, egyszer kupagyőztesek. 1940-ben, miután Észak-Erdély ismét Magyarország része lett, több játékostársával visszatért Nagyváradra. Először az Erdélyi Bajnokságot nyerték meg olyan fölénnyel, hogy osztályozó nélkül a magyar első osztályba kerültek. Az 1941–42-es idényben ötödik lettek, a következőben már másodikak. Az 1943–44-es idényben a Ferencváros előtt 13 pont előnnyel megnyerték a bajnokságot, először vidéki csapatként.
1944-ben rövid ideig a Vasas, majd 1945-ben a Kolozsvári Vasas (Ferrar Cluj) játékosa volt. 1946-ban végleg Magyarországon telepedett le. 1950-ig az MTK csapatában játszott. 1948–49-ben másodikak, 1949–50-ben harmadikak lettek a bajnokságban.
Pályafutása alatt 329 bajnoki mérkőzésen szerepelt és 182 gólt szerzett.

### A válogatottban
1931 és 1939 között 48 alkalommal szerepelt a román válogatottban és 30 gólt szerzett. Tagja volt az 1934-es olaszországi és az 1938-as franciaországi világbajnokságon részt vevő román csapatnak. 30 gólos rekordját csak Gheorghe Hagi tudta megdönteni.
1940-től a magyar válogatott tagja lett, és 1948-ig 13 alkalommal játszott a csapatban, ahol 3 gólt szerzett.

### Edzőként
1949-ben, még játékosként az MTK ifjúsági és úttörő csapatának az edzője lett. 1950 és 1971 között nyolc vidéki csapatnál dolgozott. Először a Szolnoki MÁV-nál, majd a Szombathelyi Haladásnál volt vezetőedző. 1952-ben Szombathelyen egy edzésen rosszul lett, miután kiderült, agydaganata van. A tumort Budapesten, az Amerikai úti klinikán nyolcórás műtéttel távolították el. Felépülése után 1953-ban elszerződött a Haladástól Pécsre. Itt a Pécsi VSK, majd a Komlói Bányász, majd ismét a PSVK edzője volt 1959-ig. 1956-ban itt is komolyan veszélybe került az egészsége. Egy vérmérgezés kapcsán elvégzett vizsgálatsorozat alapján megállapították, hogy két csigolyája megrepedt. Újabb műtétre volt szükség, amelyet a Pécsi Klinikán végeztek el. Három hónapnyi gipszágy után tért vissza dolgozni. 1959–60-ban egy idényt a Gyulai SE-nél működött, majd ismét az első osztályban vállalt munkát Diósgyőrött (1960–61). 1963-ban az NB I-es Salgótarján edzője volt. Összesen 115 NB I-es mérkőzésen ült a kispadon (1952–53: Haladás, 1957-58: Komló, 1960-61: Diósgyőr, 1963: Salgótarján). 1964-től dolgozott az alsóbb osztályú Ormosbányai Bányásznál, ahol 1971-ben fejezte be edzői pályafutását.

## Sikerei, díjai
- Román bajnokság
  - bajnok: 1938–1939, 1939–1940
- Román kupa
  - győztes: 1940
- Magyar bajnokság
  - bajnok: 1943–1944
  - 2.: 1942–1943, 1948–1949
  - 3.: 1949–1950

## Statisztika

### Mérkőzései a román válogatottban
| Románia | Románia              | Románia                         | Románia                | Románia  | Románia                | Románia                | Románia | Románia     |
| #       | Dátum                | Helyszín                        | Hazai                  | Eredmény | Vendég                 | Kiírás                 | Gólok   | Esemény     |
| ------- | -------------------- | ------------------------------- | ---------------------- | -------- | ---------------------- | ---------------------- | ------- | ----------- |
| 1.      | 1931. május 10.      | Bukarest                        | Románia                | 5 – 2    | Bulgária               | Balkán-kupa            | 2       | 50' 66'     |
| 2.      | 1931. június 28.     | Zágráb                          | Jugoszlávia            | 2 – 4    | Románia                | Balkán-kupa            | 2       | 49' 89'     |
| 3.      | 1931. augusztus 23.  | Varsó                           | Lengyelország          | 2 – 3    | Románia                | barátságos             | -       |             |
| 4.      | 1931. augusztus 26.  | Kaunas                          | Litvánia               | 2 – 4    | Románia                | barátságos             | 3       | 34'         |
| 5.      | 1931. szeptember 20. | Nagyvárad                       | Románia                | 4 – 0    | Csehszlovákia (amatőr) | Európa-kupa (amatőr)   | -       |             |
| 6.      | 1931. október 4.     | Budapest, Hungária körúti pálya | Magyarország (amatőr)  | 4 – 0    | Románia                | Európa-kupa (amatőr)   | -       |             |
| 7.      | 1931. november 29.   | Athén                           | Görögország            | 2 – 4    | Románia                | Balkán-kupa            | 3       | 13' 18' 84' |
| 8.      | 1932. május 8.       | Bukarest                        | Románia                | 4 – 1    | Ausztria (amatőr)      | Európa-kupa (amatőr)   | 1       | 45'         |
| 9.      | 1932. június 12.     | Bukarest                        | Románia                | 6 – 3    | Franciaország          | barátságos             | 2       | 8' 84'      |
| 10.     | 1932. június 26.     | Belgrád (YUG)                   | Bulgária               | 2 – 0    | Románia                | Balkán-kupa            | -       |             |
| 11.     | 1932. június 28.     | Belgrád (YUG)                   | Románia                | 3 – 0    | Görögország            | Balkán-kupa            | 1       | 13'         |
| 12.     | 1932. július 3.      | Belgrád                         | Jugoszlávia            | 3 – 1    | Románia                | Balkán-kupa            | -       |             |
| 13.     | 1932. október 2.     | Bukarest                        | Románia                | 0 – 5    | Lengyelország          | barátságos             | -       |             |
| 14.     | 1932. október 16.    | Linz                            | Ausztria (amatőr)      | 0 – 1    | Románia                | Európa-kupa (amatőr)   | -       |             |
| 15.     | 1933. június 4.      | Bukarest                        | Románia                | 7 – 0    | Bulgária               | Balkán-kupa            | -       |             |
| 16.     | 1933. június 6.      | Bukarest                        | Románia                | 1 – 0    | Görögország            | Balkán-kupa            | -       |             |
| 17.     | 1933. június 11.     | Bukarest                        | Románia                | 5 – 0    | Jugoszlávia            | Balkán-kupa            | 2       | 13' 35'     |
| 18.     | 1933. szeptember 24. | Bukarest                        | Románia                | 5 – 1    | Magyarország (amatőr)  | Európa-kupa (amatőr)   | -       |             |
| 19.     | 1933. október 29.    | Bern                            | Svájc                  | 2 – 2    | Románia                | vb-selejtező           | -       |             |
| 20.     | 1934. március 25.    | Pardubice                       | Csehszlovákia (amatőr) | 2 – 2    | Románia                | Európa-kupa (amatőr)   | -       |             |
| 21.     | 1934. május 27.      | Trieszt, Littorio Stadion (ITA) | Csehszlovákia          | 2 – 1    | Románia                | vb-nyolcaddöntő        | -       |             |
| 22.     | 1934. december 30.   | Athén (GRE)                     | Románia                | 3 – 2    | Bulgária               | Balkán-kupa            | 2       | 14' 31'     |
| 23.     | 1935. január 1.      | Athén (GRE)                     | Jugoszlávia            | 4 – 0    | Románia                | Balkán-kupa            | -       |             |
| 24.     | 1935. június 17.     | Szófia, Junak Stadion (BUL)     | Jugoszlávia            | 2 – 0    | Románia                | Balkán-kupa            | -       |             |
| 25.     | 1935. június 19.     | Szófia                          | Bulgária               | 4 – 0    | Románia                | Balkán-kupa            | -       |             |
| 26.     | 1935. június 24.     | Szófia (BUL)                    | Románia                | 2 – 2    | Görögország            | Balkán-kupa            | 1       | 24'         |
| 27.     | 1936. május 10.      | Bukarest                        | Románia                | 3 – 2    | Jugoszlávia            | II. Károly király-kupa | 3       | 21' 46' 51' |
| 28.     | 1936. május 17.      | Bukarest                        | Románia                | 5 – 2    | Görögország            | Balkán-kupa            | 2       | 2' 80'      |
| 29.     | 1936. május 24.      | Bukarest                        | Románia                | 4 – 1    | Bulgária               | Balkán-kupa            | -       |             |
| 30.     | 1936. október 4.     | Bukarest                        | Románia                | 1 – 2    | Magyarország           | barátságos             | -       |             |
| 31.     | 1937. április 18.    | Bukarest                        | Románia                | 1 – 1    | Csehszlovákia          | Eduard Benes kupa      | 1       | 63'         |
| 32.     | 1937. június 10.     | Bukarest                        | Románia                | 2 – 1    | Belgium                | barátságos             | -       |             |
| 33.     | 1937. június 27.     | Bukarest                        | Románia                | 2 – 2    | Svédország             | barátságos             | -       |             |
| 34.     | 1937. július 5.      | Łódź                            | Lengyelország          | 2 – 4    | Románia                | barátságos             | 1       | 18'         |
| 35.     | 1937. július 8.      | Kaunas                          | Litvánia               | 0 – 2    | Románia                | barátságos             | 1       | 86'         |
| 36.     | 1937. július 12.     | Riga                            | Lettország             | 0 – 0    | Románia                | barátságos             | -       |             |
| 37.     | 1937. július 14.     | Tallinn                         | Észtország             | 2 – 1    | Románia                | barátságos             | 1       | 53'         |
| 38.     | 1937. szeptember 6.  | Belgrád, BSK Stadion            | Jugoszlávia            | 2 – 1    | Románia                | barátságos             | -       |             |
| 39.     | 1938. május 8.       | Bukarest                        | Románia                | 0 – 1    | Jugoszlávia            | Eduard Benes kupa      | -       |             |
| 40.     | 1938. június 5.      | Toulouse (FRA)                  | Kuba                   | 3 – 3    | Románia                | vb-nyolcaddöntő        | -       |             |
| 41.     | 1938. szeptember 6.  | Belgrád                         | Jugoszlávia            | 1 – 1    | Románia                | Eduard Benes kupa      | -       |             |
| 42.     | 1938. szeptember 25. | Bukarest                        | Románia                | 1 – 4    | Németország            | barátságos             | -       |             |
| 43.     | 1938. december 4.    | Prága                           | Csehszlovákia          | 6 – 2    | Románia                | Eduard Benes kupa      | 1       | 26'         |
| 44.     | 1939. május 7.       | Bukarest                        | Románia                | 1 – 0    | Jugoszlávia            | II. Károly király-kupa | -       |             |
| 45.     | 1939. május 18.      | Bukarest                        | Románia                | 4 – 0    | Lettország             | barátságos             | 2       | 41' 76'     |
| 46.     | 1939. május 24.      | Bukarest                        | Románia                | 0 – 2    | Anglia                 | barátságos             | -       |             |
| 47.     | 1939. június 11.     | Bukarest                        | Románia                | 0 – 1    | Olaszország            | barátságos             | -       |             |
| 48.     | 1939. október 22.    | Bukarest, ANEF-stadion          | Románia                | 1 – 1    | Magyarország           | barátságos             | -       |             |
|         | Összesen             |                                 |                        | 48       | mérkőzés               |                        | 30      | gól         |

### Mérkőzései a magyar válogatottban
| Magyarország | Magyarország         | Magyarország                   | Magyarország | Magyarország | Magyarország | Magyarország | Magyarország | Magyarország |
| #            | Dátum                | Helyszín                       | Hazai        | Eredmény     | Vendég       | Kiírás       | Gólok        | Esemény      |
| ------------ | -------------------- | ------------------------------ | ------------ | ------------ | ------------ | ------------ | ------------ | ------------ |
| 1.           | 1940. december 1.    | Genova, Luigi Ferraris Stadion | Olaszország  | 1 – 1        | Magyarország | barátságos   | 1            | 62'          |
| 2.           | 1940. december 8.    | Zágráb, Građanski-stadion      | Horvátország | 1 – 1        | Magyarország | barátságos   | -            |              |
| 3.           | 1941. március 23.    | Belgrád, BSK-pálya             | Jugoszlávia  | 1 – 1        | Magyarország | barátságos   | -            |              |
| 4.           | 1941. április 6.     | Köln                           | Németország  | 7 – 0        | Magyarország | barátságos   | -            |              |
| 5.           | 1941. november 16.   | Zürich, Hardturm stadion       | Svájc        | 1 – 2        | Magyarország | barátságos   | -            |              |
| 6.           | 1942. május 3.       | Budapest, Üllői úti pálya      | Magyarország | 3 – 5        | Németország  | barátságos   | -            |              |
| 7.           | 1942. június 14.     | Budapest, Üllői úti pálya      | Magyarország | 1 – 1        | Horvátország | barátságos   | -            |              |
| 8.           | 1942. november 1.    | Budapest, Üllői úti pálya      | Magyarország | 3 – 0        | Svájc        | barátságos   | 1            | 31'          |
| 9.           | 1943. május 16.      | Genf, Charmilles Stadion       | Svájc        | 1 – 3        | Magyarország | barátságos   | 2            | 32' 43'      |
| 10.          | 1943. június 6.      | Szófia, Junak Stadion          | Bulgária     | 2 – 4        | Magyarország | barátságos   | -            |              |
| 11.          | 1943. szeptember 12. | Stockholm                      | Svédország   | 2 – 3        | Magyarország | barátságos   | -            |              |
| 12.          | 1943. szeptember 15. | Helsinki                       | Finnország   | 0 – 3        | Magyarország | barátságos   | -            |              |
| 13.          | 1948. október 3.     | Újpest, Megyeri úti stadion    | Magyarország | 2 – 1        | Ausztria     | barátságos   | -            |              |
|              | Összesen             |                                |              | 13           | mérkőzés     |              | 4            | gól          |